# FIBA Europapokal der Landesmeister 1972/73
Die Saison 1972/73 war die 16. Spielzeit des FIBA Europapokal der Landesmeister, der von der FIBA Europa veranstaltet wurde.
Den Titel gewann zum dritten Mal Ignis Pallacanestro Varese aus Italien.

## Modus
An der Endrunde nahmen die 15 Meister der jeweiligen nationalen Liga sowie Titelverteidiger Ignis Pallacanestro Varese teil. Zuerst wurde eine Qualifikation gespielt. Die Sieger der Spielpaarungen wurden in Hin- und Rückspiel ermittelt. Entscheidend war das gesamte Korbverhältnis beider Spiele.
Die Sieger der Spielpaarungen im Achtelfinale, in der Top-8-Gruppenphase, sowie im Halbfinale wurden ebenfalls in Hin- und Rückspiel ermittelt. Das Finale wurde in einem Spiel an einem neutralen Ort ausgetragen.

## 1. Runde (Qualifikation)
|                          | Gesamt  |                                 | Hinspiel | Rückspiel |
| ------------------------ | ------- | ------------------------------- | -------- | --------- |
| TuS 04 Leverkusen        | 160:165 | Simmenthal Olimpia Milano       | 73:75    | 87:90     |
| UBSC Radio Koch Wien     | 137:126 | Technische Universität Istanbul | 81:68    | 56:58     |
| BBC Etzella              | 152:160 | Epping Avenue BC                | 81:91    | 71:69     |
| ÍR Reykjavík             | 102:210 | Real Madrid                     | 65:117   | 37:93     |
| Alvik BK                 | 144:190 | Maccabi Tel Aviv                | 74:103   | 70:87     |
| Honvéd Budapest          | 144:169 | BUS Fruit Lier BBC              | 85:77    | 59:92     |
| Fath US Rabat            | 139:193 | ASVEL Lyon                      | 65:82    | 74:111    |
| FC Porto                 | 149:202 | TJ Slavia Prag                  | 81:93    | 68:109    |
| CJS Aleppo               | 0:4 1   | KS Partizani Tirana             | 0:2      | 0:2       |
| Levi´s Flamingos Haarlem | 162:179 | KK Roter Stern Belgrad          | 88:72    | 74:107    |
| CS Dinamo Bukarest       | 172:132 | Knorr Stars Honka               | 95:58    | 77:74     |
| BK Akademik Sofia        | 154:141 | Panathinaikos Athen             | 76:57    | 78:84     |

## Teilnehmer an der Endrunde
| Teilnehmer       | Teilnehmer | Teilnehmer                | Teilnehmer                 |
| Land             | Anzahl     | Mannschaften              | Mannschaften               |
| ---------------- | ---------- | ------------------------- | -------------------------- |
| Italien          | 2          | Simmenthal Olimpia Milano | Ignis Pallacanestro Varese |
| Albanien         | 1          | KS Partizani Tirana       |                            |
| Belgien          | 1          | BUS Fruit Lier BBC        |                            |
| Bulgarien        | 1          | BK Akademik Sofia         |                            |
| England          | 1          | Epping Avenue BC          |                            |
| Frankreich       | 1          | ASVEL Lyon                |                            |
| Israel           | 1          | Maccabi Tel Aviv          |                            |
| Jugoslawien      | 1          | KK Roter Stern Belgrad    |                            |
| Österreich       | 1          | UBSC Radio Koch Wien      |                            |
| Rumänien         | 1          | CS Dinamo Bukarest        |                            |
| Spanien          | 1          | Real Madrid               |                            |
| Schweiz          | 1          | Stade Français Genf       |                            |
| Sowjetunion      | 1          | ZSKA Moskau               |                            |
| Tschechoslowakei | 1          | TJ Slavia Prag            |                            |

## Achtelfinale
|                           | Gesamt  |                        | Hinspiel | Rückspiel |
| ------------------------- | ------- | ---------------------- | -------- | --------- |
| Stade Français Genf       | 172:242 | ZSKA Moskau            | 92:121   | 80:121    |
| Simmenthal Olimpia Milano | 175:156 | UBSC Radio Koch Wien   | 93:76    | 82:80     |
| Epping Avenue BC          | 109:229 | Real Madrid            | 62:119   | 47:110    |
| Maccabi Tel Aviv          | 162:146 | BUS Fruit Lier BBC     | 97:74    | 65:72     |
| ASVEL Lyon                | 140:197 | TJ Slavia Prag         | 66:63    | 82:90     |
| KS Partizani Tirana       | 157:193 | KK Roter Stern Belgrad | 83:94    | 74:99     |
| CS Dinamo Bukarest        | 141:133 | BK Akademik Sofia      | 72:75    | 69:58     |

- Freilos als Titelverteidiger:  Ignis Pallacanestro Varese

## Gruppenphase (Top 8)
Die Sieger der Spielpaarungen in der Gruppenphase wurden in Hin- und Rückspiel ermittelt. Entscheidend war das Gesamtergebnis beider Spiele. Wer dies für sich entschied, bekam den Sieg gutgeschrieben.
Bei Punktgleichheit zweier oder dreier Teams entschied nicht das Korbverhältnis, sondern der direkte Vergleich untereinander.

### Gruppe A
| Team                         | Sp | S | N | P+  | P-  |
| ---------------------------- | -- | - | - | --- | --- |
| 1. Simmenthal Olimpia Milano | 3  | 3 | 0 | 552 | 512 |
| 2. KK Roter Stern Belgrad    | 3  | 2 | 1 | 521 | 533 |
| 3. Real Madrid               | 3  | 1 | 2 | 485 | 487 |
| 4. Maccabi Tel Aviv          | 3  | 0 | 3 | 550 | 576 |

### Gruppe B
| Team                          | Sp | S | N | P+  | P-  |
| ----------------------------- | -- | - | - | --- | --- |
| 1. ZSKA Moskau                | 3  | 3 | 0 | 510 | 453 |
| 2. Ignis Pallacanestro Varese | 3  | 2 | 1 | 503 | 475 |
| 3. CS Dinamo Bukarest         | 3  | 1 | 2 | 469 | 505 |
| 4. TJ Slavia Prag             | 3  | 0 | 3 | 489 | 538 |

## Halbfinale
|                           | Gesamt  |                            | Hinspiel | Rückspiel |
| ------------------------- | ------- | -------------------------- | -------- | --------- |
| Simmenthal Olimpia Milano | 172:212 | Ignis Pallacanestro Varese | 72:97    | 100:115   |
| KK Roter Stern Belgrad    | 173:198 | ZSKA Moskau                | 90:98    | 83:100    |

## Finale
Das Endspiel fand in Lüttich statt.
|                            | Ergebnis |            |
| -------------------------- | -------- | ---------- |
| Ignis Pallacanestro Varese | 71:66    | ZSKA Mosau |

- Final-Topscorer:  Sergei Below (ZSKA Moskau): 36 Punkte